# Quest for Camelot
Quest for Camelot (La espada mágica: En busca de Camelot en España, y La espada mágica: La leyenda de Camelot en Hispanoamérica) es una película animada estadounidense de 1998 producida por Warner Bros., dirigida por Frederik Du Chau y basada en la novela de Vera Chapman.

## Sinopsis
Una muchacha llamada Kayley, que quiere ser un caballero de la Mesa Redonda de Camelot, como su fallecido padre Sir Lionel, va en busca de Excalibur, la espada mágica del rey Arturo, que se encuentra perdida en el Bosque Prohibido después del intento fallido del malvado Ruber, un antiguo caballero y traidor, de robarla.
Perseguida por Ruber y su monstruoso séquito, Kayley deberá atravesar tierras inhóspitas y enfrentarse a numerosos peligros para recuperar Excalibur y devolvérsela a Arturo, pues si la espada cae en manos de Ruber, el villano se hará con el control de Camelot. En su camino, Kayley conocerá a unos curiosos personajes, que la acompañarán en su aventura: un joven y solitario ciego llamado Garrett, Ayden, el leal halcón del mago Merlín, y los torpes dragones Devon y Cornwall.

## Argumento
La película comienza en Inglaterra, con Sir Lionel, el caballero de la Mesa Redonda de Camelot, junto con su esposa Lady Juliana y su hija Kayley. Él le cuenta a Kayley, quien quiere ser un caballero como él, la historia de cómo Arturo sacó la espada mágica Excalibur, de la piedra y se convirtió en el rey de Camelot. Un día, durante una discusión entre Arturo y sus caballeros, Ruber —un hombre grosero y manipulador que envidiaba profundamente al rey— intenta asesinarlo. Sin embargo, Lionel interviene para salvar la vida de Arturo y muere a manos de Ruber. Tras el crimen, Ruber abandona el reino jurando vengarse. En el funeral de Lionel, Kayley pierde la esperanza de convertirse en caballero.
Pasan muchos años, y mientras Arturo y sus caballeros discuten sus asuntos, un salvaje grifo, que es la mascota de Ruber, irrumpe al castillo y roba Excalibur. Cuando el grifo se lleva la espada volando, Ayden, el halcón del mago Merlín, aparece y lo detiene, haciendo que la espada caiga en el Bosque Prohibido. Al escuchar la terrible noticia, Kayley, ahora mayor, decide ir a buscar a Excalibur, pero su madre se niega a dejarla, lo que hace que Kayley se moleste.
La situación se vuelve crítica cuando Ruber irrumpe en la casa de Kayley y toma como prisioneras a ella y a Juliana. En la noche, Ruber convierte a sus secuaces y prisioneros en monstruos de hierro, y fusiona al pollo Bladebeak con un hacha, convirtiéndolo en su esbirro. Juliana manda a su hija a buscar a Excalibur, y Kayley se escapa, mientras Juliana se mantiene como rehén. Tras escuchar la conversación entre Ruber y su grifo, Kayley huye al Bosque Prohibido. Cuando los secuaces de Ruber la alcanzan, es salvada por Garrett, un joven ciego, y su compañero Ayden. Kayley le pide a Garrett que la acompañe en su búsqueda de Excalibur, aunque él prefiere continuar solo.
Ambos llegan al País de los Dragones, donde conocen a un cómico dragón de dos cabezas opuestas, uno alto llamado Devon y el otro bajo llamado Cornwall. Ellos no se llevan bien entre sí porque, a diferencia de los otros dragones, no pueden volar ni lanzar fuego y su deseo es separarse el uno del otro. Además, son rechazados por sus semejantes. Devon y Cornwall piden unirse al grupo, ya que si regresan al País de los Dragones serán desterrados por haber ayudado a los humanos. Garrett acepta a regañadientes, influenciado por el apoyo que Kayley muestra hacia ellos. Un día, Garrett le cuenta a Kayley que, cuando era joven, trabajaba en los establos de Camelot y soñaba con convertirse en caballero. Sin embargo, perdió la vista al intentar rescatar a los caballos durante un incendio. Fue entonces cuando Lionel comenzó a entrenarlo en el arte de la lucha. Tras la muerte de Lionel, Garrett abandonó el reino y se refugió en el Bosque Prohibido. Durante su travesía, él y Kayley encuentran el cinturón de Excalibur, pero de repente Garrett es alcanzado por una flecha disparada por Ruber, quedando gravemente herido. Rápidamente, Kayley logra que Ruber y sus secuaces queden atrapados entre los árboles. Kayley lleva a Garrett a una cueva, lo cura con hojas mágicas y se enamoran.
Los héroes llegan a una cueva donde reside un ogro de roca que tiene a Excalibur como mondadientes. El grupo consigue la espada y escapa antes de que Ruber y sus hombres puedan alcanzarlos. Más tarde, cuando están a punto de llegar a Camelot, Garrett les dice que ya no pertenece al reino y abandona al grupo. Sin embargo, Ruber captura a Kayley, se apodera de Excalibur y fusiona la espada con su brazo con el fin de tomar el control de Camelot. Cuando Devon y Cornwall ven esto, buscan a Garrett para convencerlo de salvar a Kayley. Garrett decide rescatarla y salvar a Camelot. Entonces, cuando Devon y Cornwall trabajan juntos, ganan la habilidad de volar y escupir fuego.
Cuando Ruber y sus hombres invaden y toman el control de Camelot, Bladebeak libera a Kayley, y Juliana la anima a seguir su sueño de convertirse en caballero y salvar el reino. Kayley acepta y logra escapar del carro donde estaba prisionera junto a su madre. Afortunadamente, pronto se reúne con sus amigos y juntos derrotan a los secuaces de Ruber. Kayley y Garrett se enfrentan a Ruber justo cuando este intenta asesinar al rey Arturo con Excalibur. Finalmente, logran engañarlo para que introduzca la espada en la piedra, lo que desata un destello mágico que se expande por todo el reino. Ruber, al no ser digno de blandir la espada, es desintegrado por su poder. Los hombres de hierro, al igual que Bladebeak, recuperan su forma original. En ese mismo momento, Devon y Cornwall se separan, pero deciden volver a unirse, prefiriendo seguir siendo un dragón bicéfalo.
Tiempo después, en el día de su boda, Kayley y Garrett son nombrados caballeros de la Mesa Redonda por el rey Arturo. Ayden regresa con su dueño, Merlín, y la historia concluye con Kayley y Garrett montando juntos a caballo, bajo un cartel que dice: “Recién nombrados caballeros”.

## Canciones
Listado de canciones de la versión en inglés:
- Looking Through Your Eyes - LeAnn Rimes
- I Stand Alone - Steve Perry
- The Prayer - Céline Dion, Andrea Bocelli
- United We Stand - Steve Perry
- On My Father´s Wings - The Corrs
- Looking Through Your Eyes - The Corrs, Bryan White
- Ruber - Gary Oldman
- I Stand All Alone - Bryan White
- If I Didn´t Have You - Don Rickles, Eric Idle
- Dragon Attack / Forbidden Forest - Patric Doyle
- The Battle - Patrick Doyle
- Looking Through Your Eyes (Instrumental) - David Foster
- The Prayer - Andrea Bocelli

Listado de canciones de la versión de España:
- Unidos como hermanos
- Me diste alas
- Oración
- Ruber
- Y solo voy
- Si viviera sin ti
- En tu mirada lo vi

## Producción
Se utilizó CGI para algunas escenas, como la creación de la roca ogro. Según Kit Percy, jefe de efectos CGI, el software que se utilizó se diseñó para su uso con acción en vivo.

## Reparto
| Personaje                | Actor Original (EE. UU.) | Actor de doblaje (España) | Actor de doblaje (México)     |
| ------------------------ | ------------------------ | ------------------------- | ----------------------------- |
| Kayley                   | Jessalyn Gilsig          | Ana Pallejá               | Elsa Covián                   |
| Joven Kayley             | Sarah Freeman            | Ana Pallejá               | Elsa Covián                   |
| Kayley (canciones)       | Andrea Corr              | Lydia                     | María de Jesús Teherán        |
| Garrett                  | Cary Elwes               | Roger Pera                | Jesús Barrero                 |
| Garrett (canciones)      | Bryan White              | Rafa Sánchez              | Benny Ibarra                  |
| Ruber                    | Gary Oldman              | Pere Molina               | Mario Sauret                  |
| Ruber (canciones)        | Gary Oldman              | Pere Molina               | Arturo Echeverría (canciones) |
| Lady Juliana             | Jane Seymour             | María Luisa Solá          | Yolanda Vidal                 |
| Lady Juliana (canciones) | Céline Dion              | Sole Giménez              | Marianne                      |
| Rey Arturo               | Pierce Brosnan           | Salvador Vives            | Óscar Bonfiglio               |
| Rey Arturo (canciones)   | Steve Perry              | Eduard Doncos             | Óscar Bonfiglio               |
| Sir Lionel               | Gabriel Byrne            | Juan Carlos Gustems       | Arturo Casanova               |
| Cornwall                 | Don Rickles              | Guillermo Fesser          | Carlos Segundo                |
| Cornwall (canciones)     | Don Rickles              | Guillermo Fesser          | Ricardo Silva                 |
| Devon                    | Eric Idle                | Juan Luis Cano            | Ricardo Mendoza               |
| Devon (canciones)        | Eric Idle                | Juan Luis Cano            | Rubén Cerda                   |
| Merlín                   | John Gielgud             | Vicens Manuel Doménech    | Francisco Colmenero           |
| Bladebeak                | Jaleel White             | Aleix Estadella           | Héctor Lee                    |
| Grifo                    | Bronson Pinchot          | Luis Posada               | Arturo Mercado                |